# Befreite Hände
Befreite Hände ist ein deutsches Filmdrama aus dem Künstlermilieu von 1939. Unter der Regie von Hans Schweikart spielen Ewald Balser und Brigitte Horney die Hauptrollen. Weitere tragende Rollen haben Olga Tschechowa und Carl Raddatz.

## Handlung
Die einfache Landpomeranze Dürthen ist eine schlichte, ruhige und sehr aufrichtige, erdverbundene junge Frau. Sie hat einen unehelich geborenen Sohn namens Jens, den sie sehr liebt. Der Kindesvater ist streng und hartherzig, weshalb Dürthen sich von ihm entfremdet hat. Ihren Lebensunterhalt verdient das Mädchen als Schafhirtin, ihre künstlerische Liebe aber gehört dem Schnitzen von kleinen Holzfiguren. Im gesellschaftlich deutlich hochrangigeren Joachim von Erken, dem Sohn des Gutsbesitzers, hat sie einen heimlichen Bewunderer, der sich allerdings aus Standesgründen vorläufig nicht offen zu ihr bekennt. Als eines Tages die Berlinerin Kerstin Thomas, die in der Hauptstadt einen Kunsthandel betreibt, die von Erkens besucht, ist sie sofort von Dürthens kleinen Figuren fasziniert. Sie erkennt in Dürthens Werken einiges Talent. Kerstin macht Dürthen das Angebot, mit ihr zu kommen, um sich in Berlin künstlerisch fortzubilden. Da Jens aber nicht mitkommen kann, schlägt das Schäfermädchen das Angebot aus. Bei einem schrecklichen Unfall kommt Jens wenig später ums Leben. Nun hält die tief gebrochene Dürthen rein gar nichts mehr an ihrem bisherigen Lebensmittelpunkt, und sie geht nach Berlin.
Anfänglich darf sie in Kerstins Ateliers lediglich Porzellanpuppen anmalen, doch das ist Dürthen eindeutig zu wenig. Kerstin gibt ihr daraufhin die Möglichkeit, eigenständig zu schnitzen, womit Dürthen das Interesse des erfahrenen Kunstprofessors und Skulpteurs Wolfram erregt. Er bringt dem Landmädchen die Grundkenntnisse der Bildhauerei bei. Der junge von Erken ist zu Besuch bei Kerstin Thomas und ist beeindruckt von Dürthens Arbeiten, von denen er glaubt, sie seien von Kerstin. Die lässt ihn in seinem Glauben. Als Dürthen dazustößt, kommt es deswegen prompt zu einer heftigen Auseinandersetzung zwischen den beiden Frauen. Kerstin wirft Dürthen aus ihren vier Wänden, doch van Erken stellt sich auf Dürthens Seite, nachdem er von Kerstins Betrugsversuch erfahren hat. Die beiden jungen Leute fahren gemeinsam nach Italien, um einen kurzen Moment des Glücks zu genießen. Als in Rom Dürthen Professor Wolfram wiedertrifft, sieht sie bald ein, dass ihre wahre Berufung nur in der Kunst liegen kann und trennt sich von Joachim, der in seinem ganzen Wesen so vollkommen anders als sie ist. Wolfram und Dürthen kehren in sein Atelier zurück und machen sich an die Arbeit. Es entwickelt sich zwischen den beiden so wesensähnlichen Menschen auch ein privates Glück.

## Produktionsnotizen
Die Dreharbeiten zu Befreite Hände zogen sich von Anfang August bis Ende September 1939 hin. Die Studioaufnahmen entstanden in den Bavaria-Ateliers bei München, die Außenaufnahmen auf Capri und in bzw. bei Husum. Der Film wurde am 20. Dezember 1939 im Münchner Luitpold-Theater uraufgeführt, die Berliner Premiere war am 18. März 1940 im Gloria-Palast. Die deutsche Fernseherstausstrahlung fand am 15. Oktober 1954 in  der ARD statt.
Bavaria-Produzent Curt Prickler übernahm auch die Herstellungsleitung. Ludwig Reiber und Willi Depenau schufen die Filmbauten. Ruth Wagner entwarf die Kostüme. Werner Jacobs war Regieassistent.
Die Produktionskosten lagen bei moderaten 712.000 RM, bis Februar 1941 wurden etwa 3.289.000 RM an den Kinokassen eingenommen. Damit war Befreite Hände ein gewaltiger kommerzieller Erfolg.

## Rezeption
Über Ewald Balser schrieb Boguslaw Drewniak in seinem Buch Der deutsche Film 1938-1945: „Seine Rolle … nannte einer der Kritiker „einer der reifsten Leistungen darstellerischer Art, die der deutsche Film in den letzten Jahren sah“. Und es war in diesen Worten keine allzugroße Übertreibung.“.

„Respektabel inszenierter und gespielter Künstlerfilm mit mangelhaft konstruierter Handlung, der sein Engagement für eine "gesunde Volkskunst" im Sinn der NS-Ideologie nicht verleugnen kann.“